# Алталун
Алталун, Алталукан (монг. Алталун) — младшая из пяти дочерей Чингисхана и Бортэ; как писал персидский историк Рашид ад-Дин, была любимицей отца. Мужем Алталун был Джаур-сэчэн из рода олхонут — родственник Чингисхана по материнской линии. 
Некоторыми авторами, в том числе современными, Алталун ошибочно отождествляется с её единокровной сестрой, носившей созвучное имя Ал-Алтун.